# Leebgasse
Die Leebgasse befindet sich im 10. Wiener Gemeindebezirk Favoriten. Die ursprünglich Richardgasse genannte Straße wurde 1894 nach dem Wiener Bürgermeister Anton Josef Leeb benannt.

## Verlauf und Charakteristik
Die Leebgasse beginnt bei der Landgutgasse und erstreckt sich ansteigend in südlicher Richtung bis zur Raxstraße auf der Höhe des Wienerberges. Sie wird als Einbahnstraße geführt. Es verkehren keine öffentlichen Verkehrsmittel auf ihr, nur zwischen Gudrunstraße und Quellenstraße führen Straßenbahngeleise zum Betriebsbahnhof Favoriten. Die ruhige Leebgasse verbindet die großen in ost-westlicher Richtung verlaufenden Durchzugsstraßen Landgutgasse, Gudrunstraße, Quellenstraße, Troststraße und Raxstraße. Bis zur Troststraße finden sich noch viele Alt-Favoritner Häuser vom Ende des 19. Jahrhunderts, danach dominieren Gemeindebauten aus der Zwischenkriegszeit. Die einzige kleine Grünfläche wird am Paltramplatz berührt.

## Bemerkenswerte Gebäude

### Nr. 17A und B: Krankenkasse der Wiener Verkehrsbetriebe
Ein großer Häuserblock zwischen Gudrunstraße, Laxenburger Straße, Erlachgasse und Leebgasse beherbergt den Betriebsbahnhof Favoriten der Wiener Linien. Gleisanlagen von dieser Remise führen auch durch die Leebgasse (zur Quellenstraße). An der Leebgasse befindet sich die Krankenkasse der Wiener Verkehrsbetriebe, ein langgestreckter Verwaltungsbau aus der Zeit des Ersten Weltkrieges. Das breite Frontispiz und der sparsame Dekor sind in der Art der Wiener Werkstätte gestaltet. Über den beiden Ädikulaportalen befinden sich Giebelreliefs die Puttos auf einer Schnecke und einer Schildkröte reitend darstellen. Das Gebäude steht unter Denkmalschutz.

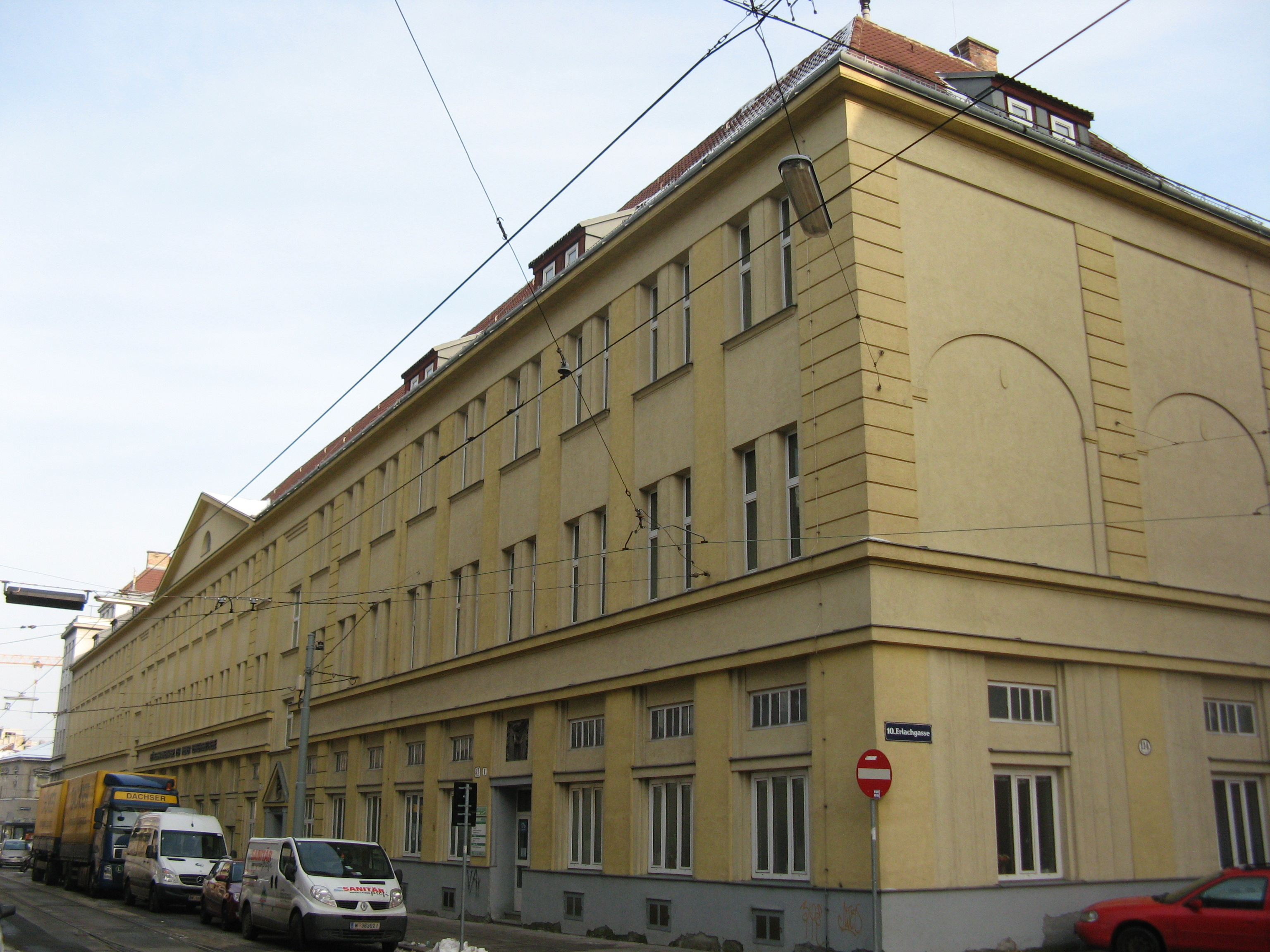
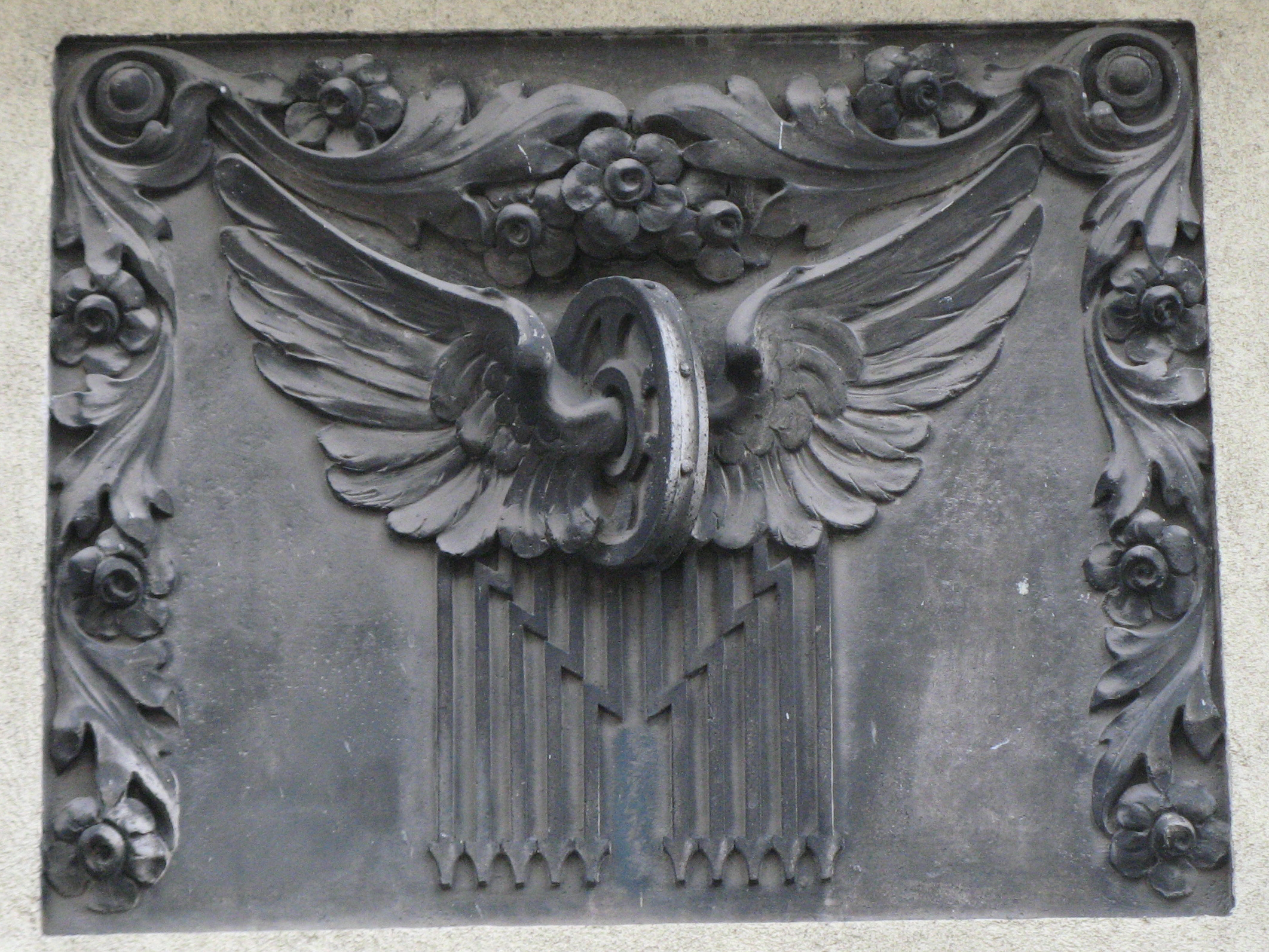
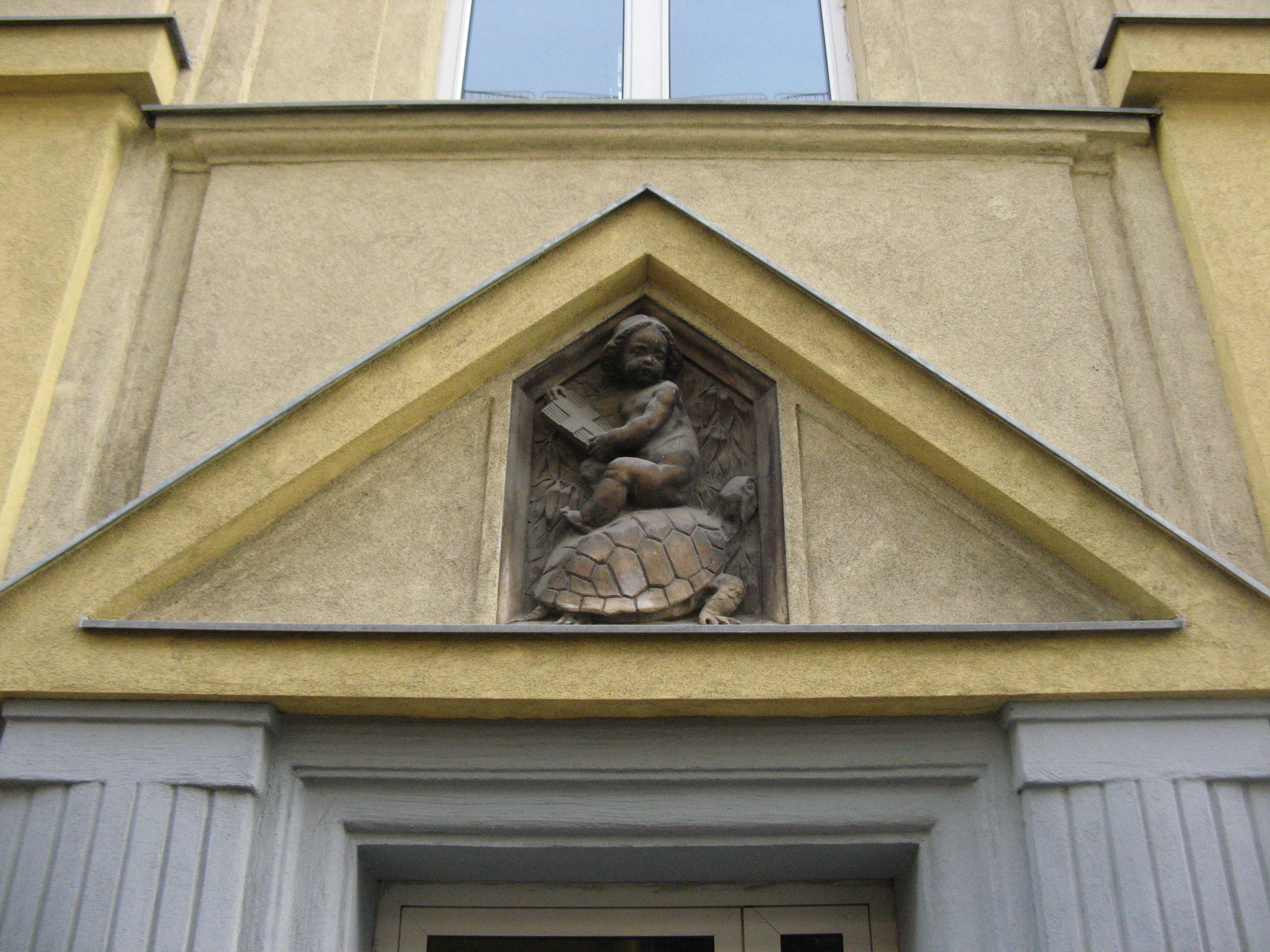
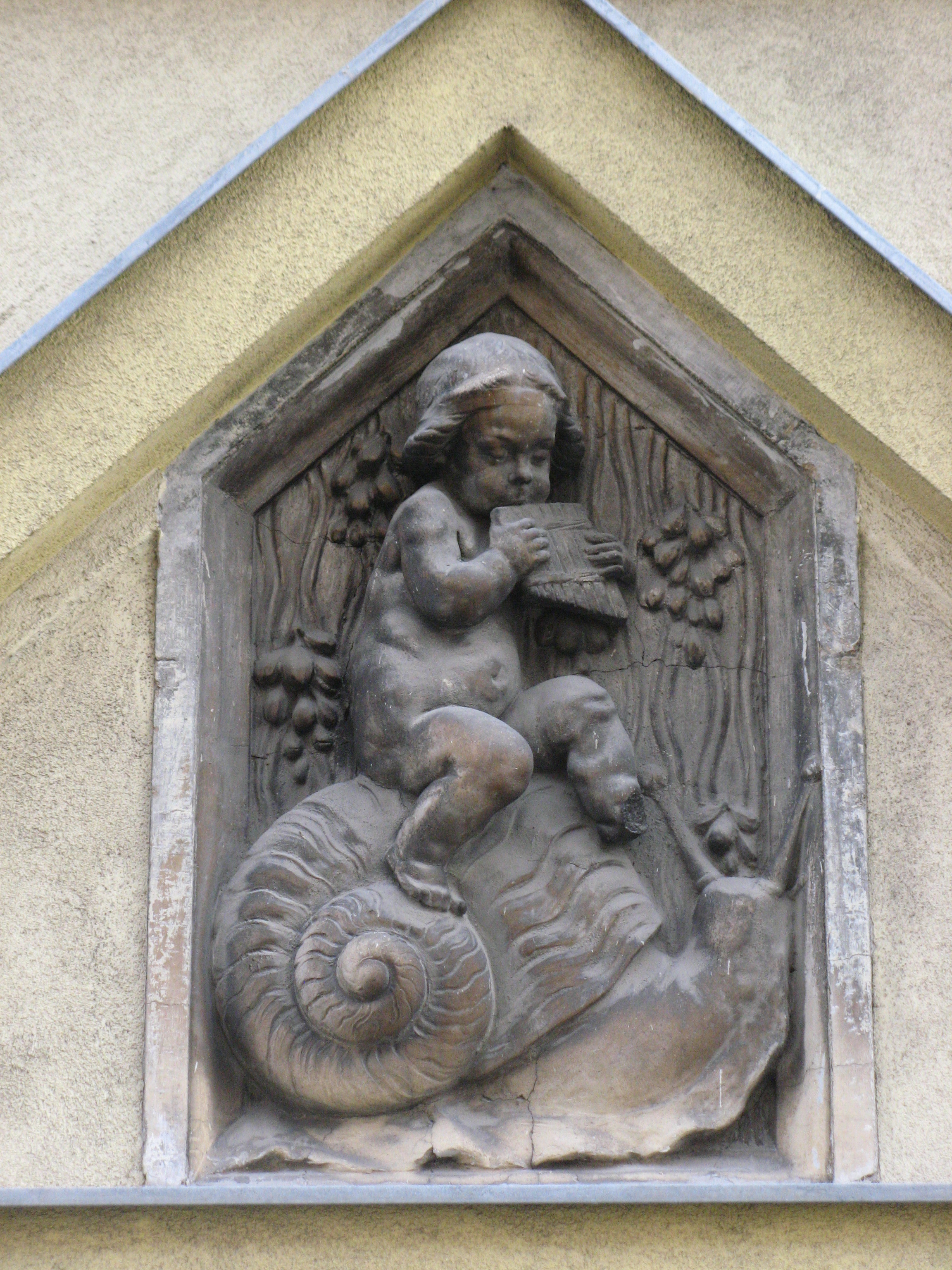

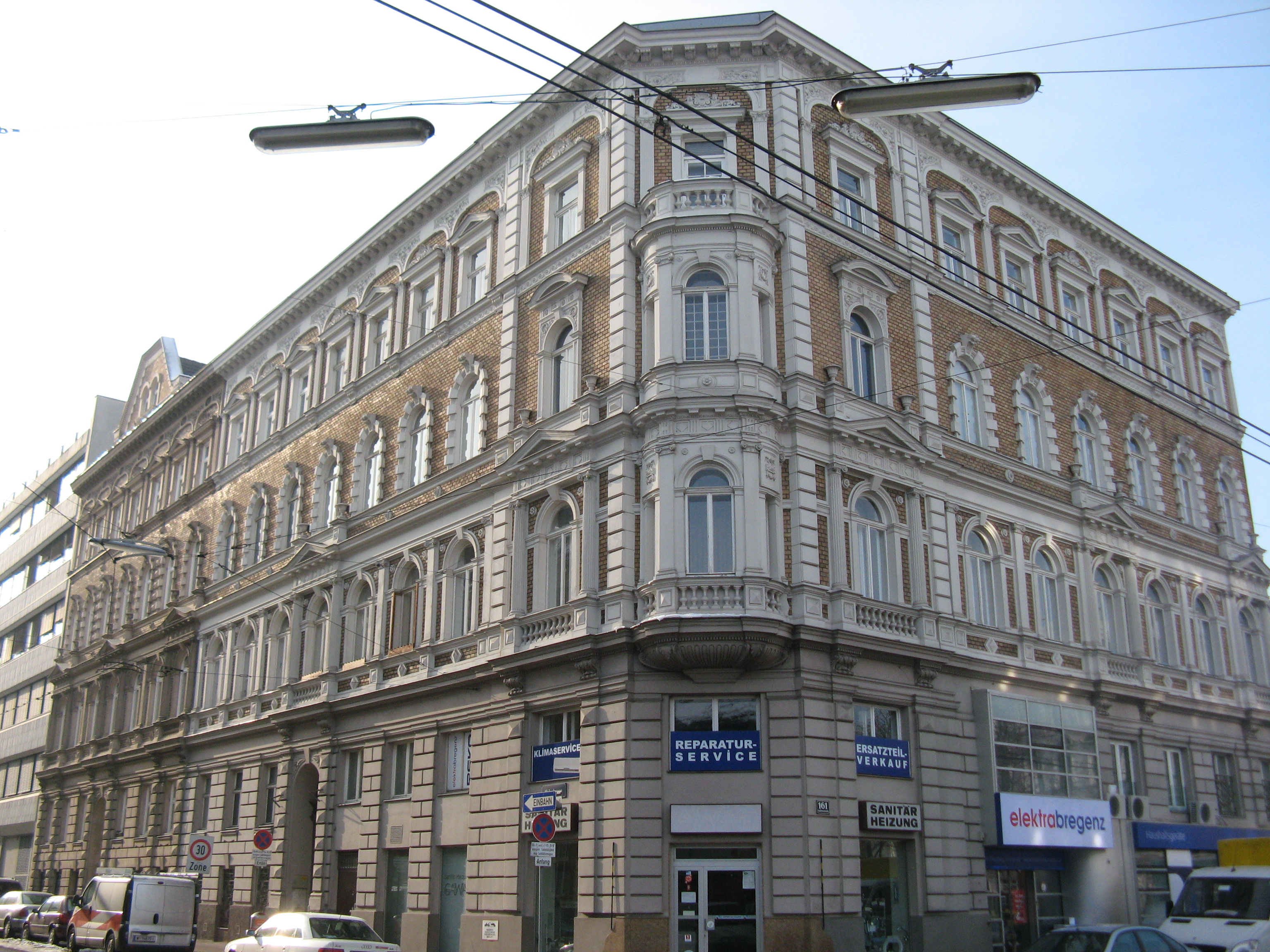
Leebgasse 18 und 20

### Nr. 18 und 20: Zinshäuser
An der Ecke zur Gudrunstraße und daran anschließend befinden sich diese beiden Gebäude, die einen für Favoriten bemerkenswert reichen historistischen Dekor aufweisen. Es handelt sich um viergeschoßige Zinshäuser aus dem Jahr 1889 und 1892. Das Haus Nummer 18 besitzt einen Eckerker zur Gudrunstraße. Die Vestibüle sind pilastergegliedert und haben farbige Steinfliesen.

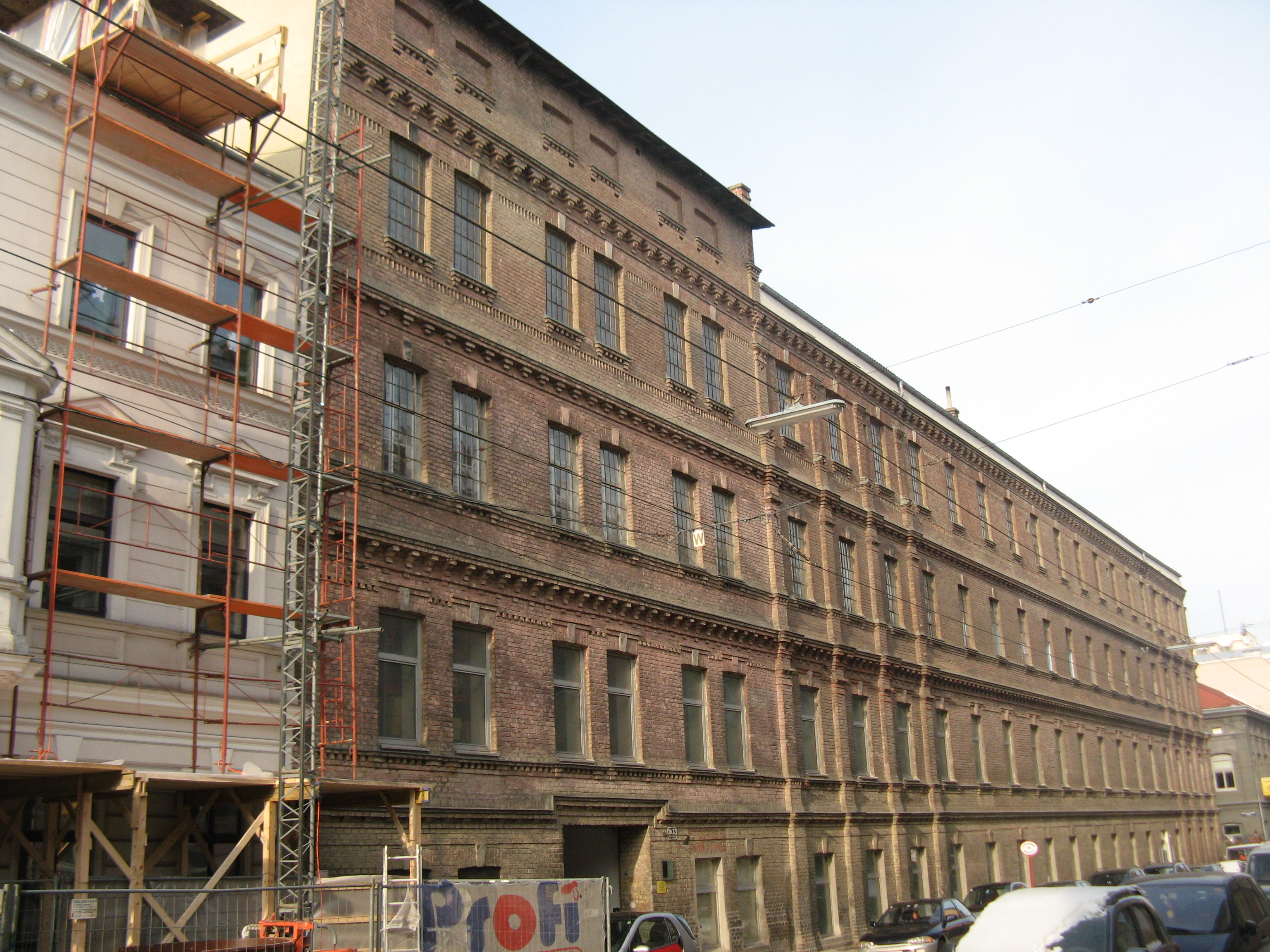
Leebgasse 30–32

### Nr. 30–32: Ehemalige Lampenfabrik
Der Häuserblock zwischen Pernerstorfergasse und Quellenstraße wird von einem ausgedehnten Fabrikskomplex eingenommen. Nummer 30–32 war eine ehemalige Lampenfabrik und ein Warenhaus, die ab 1898 von Carl Langhammer erbaut und Anfang des 20. Jahrhunderts erweitert wurden. Um zwei Höfe erhebt sich ein viergeschoßiger kubisch-blockhafter Bau in Sichtziegelbauweise, der schlicht mit durchlaufenden Gesimsen gegliedert ist. Im Hof befindet sich noch ein hoher Schlot ebenfalls aus Backsteinen.

### Nr. 34: Ehemalige Nähmaschinenfabrik
Im selben Verband wie die ehemalige Lampenfabrik befindet sich die ehemalige Nähmaschinenfabrik und ein dazugehörendes Wohnhaus an der Seite zur Quellenstraße. Das Wohnhaus entstand 1885 nach Plänen von Johann Sturany und ist im strenghistoristischen Stil mit einem Mittelerker erbaut. Das Betriebsobjekt selbst wurde mehrmals umgebaut, besitzt Sichtziegelfassaden mit Gesimsgliederung und im Inneren Hallen mit Gusseisenträgern.

### Nr. 36, 38, 40: Vorstadtzinshäuser
Südlich der Quellenstraße bestehen noch drei in Favoriten seltene zweigeschoßige Vorstadtzinshäuser in schlichten frühhistoristischen Formen. Das nächste zur Quellengasse (Nr. 36) wurde allerdings vor 2020 durch einen Neubau ersetzt.

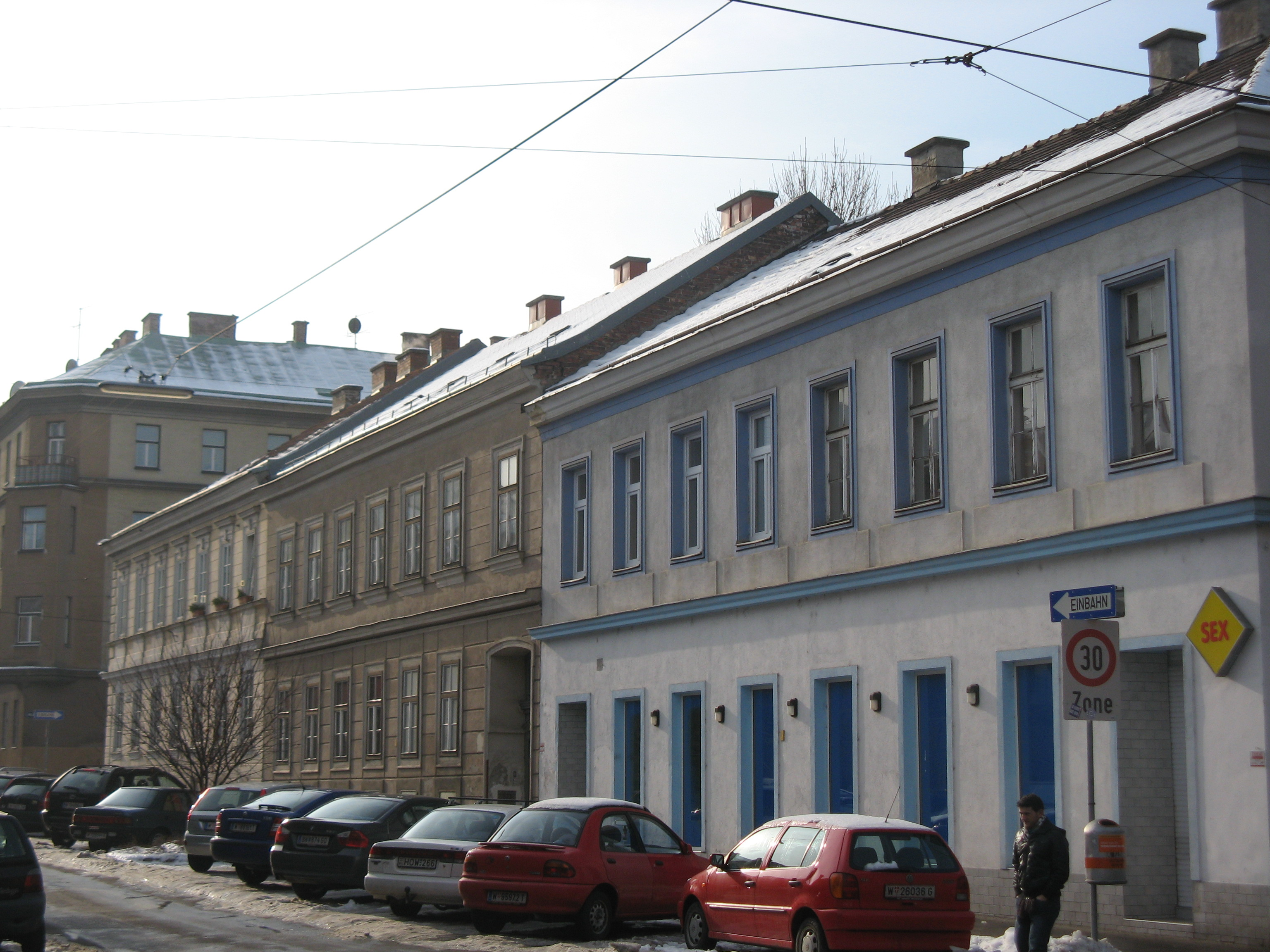
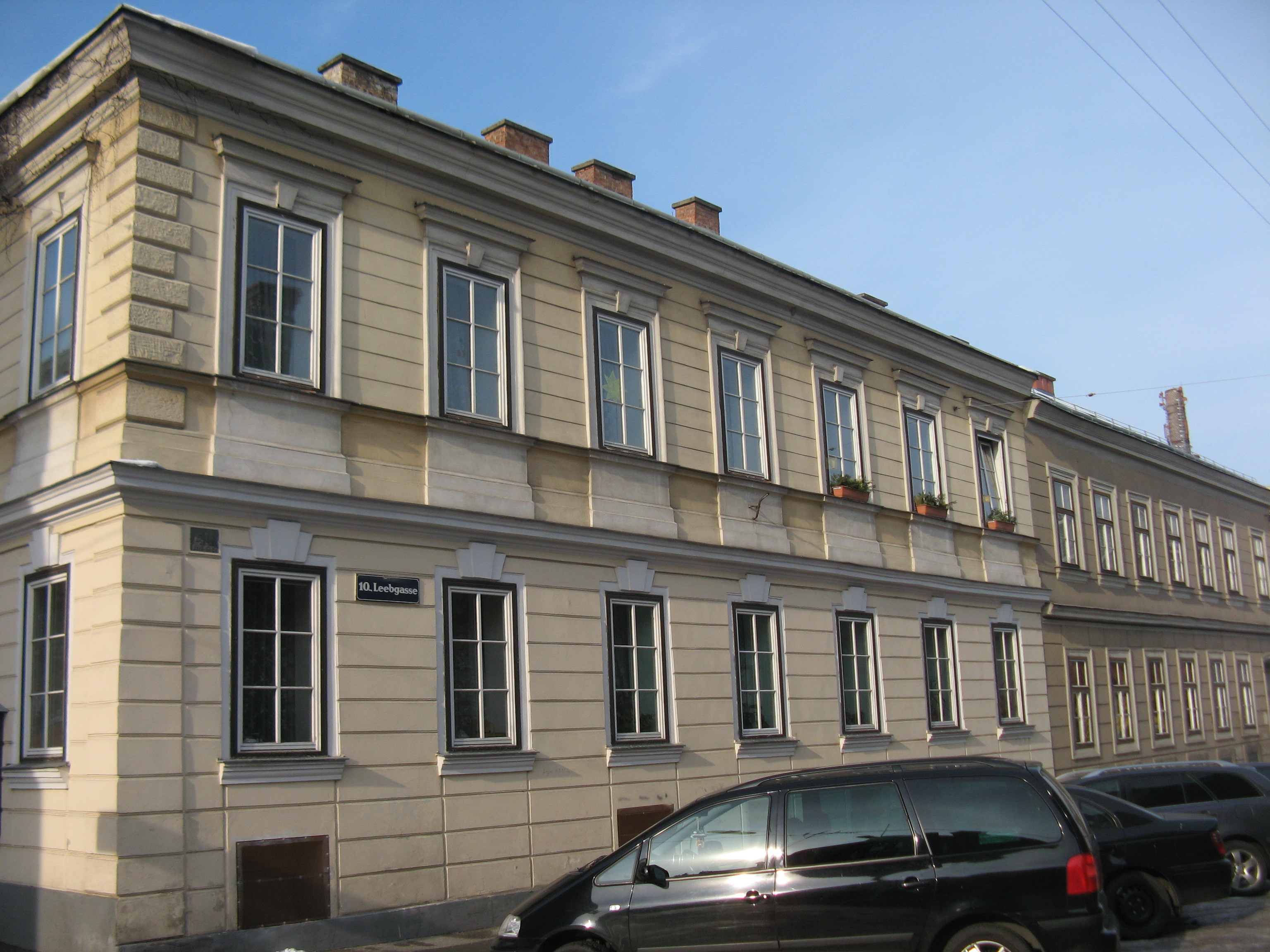
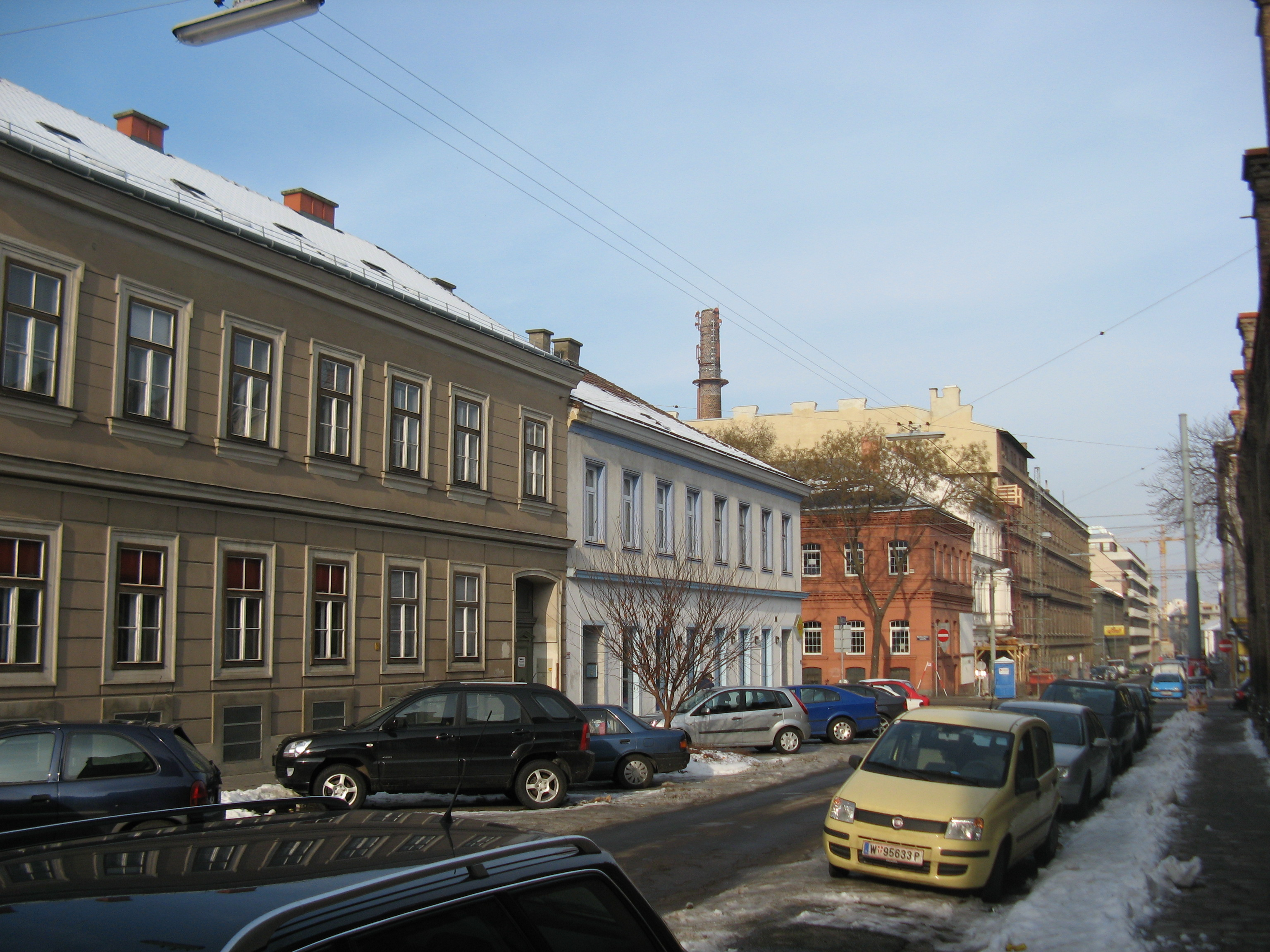

### Nr. 100: Margarethe-Hilferding-Hof
Die Wohnhausanlage der Gemeinde Wien wurde 1928–1929 nach Plänen von Franz Zabza errichtet. Sie besitzt 107 Wohneinheiten und ist U-förmig um einen zur Leebgasse geöffneten Hof erbaut. Durch Balkon- und Erkerreihen wird eine vertikale Gliederung der Fassaden erzielt. Der repräsentativ wirkende Bau erinnert mit seinen Bogenloggien an die Münchner Bauschule. Im Hof befindet sich eine Plastik von Hugo Taglang aus dem Jahr 1931, die einen auf einer Schnecke reitenden Putto zeigt. Eine Gedenktafel erinnert an Margarete Hilferding, eine Favoritner Ärztin und Bezirksrätin, nach der die Anlage nach dem Zweiten Weltkrieg benannt wurde.

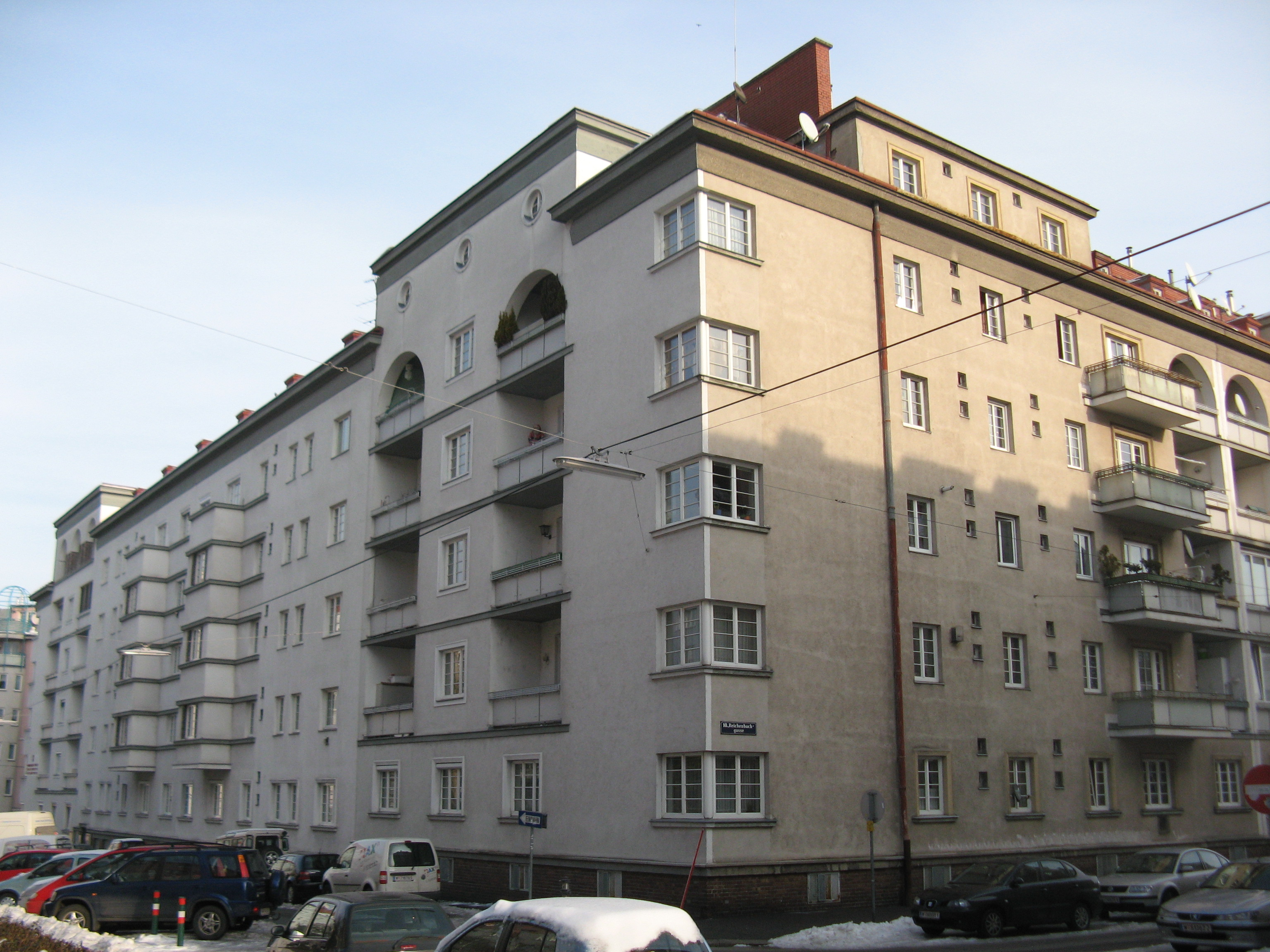
Rückfront Van-der-Nüll-Gasse
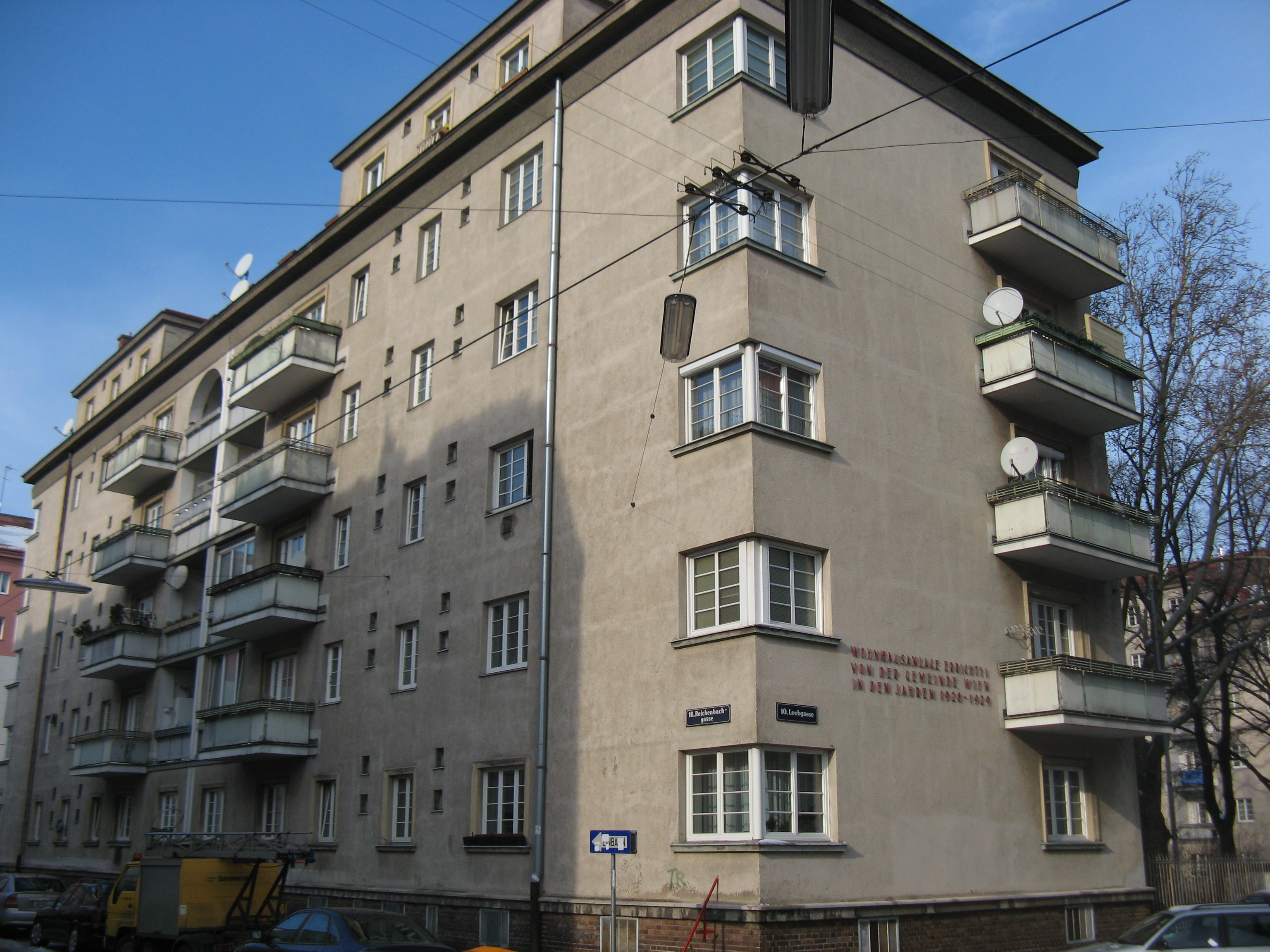
Ecke Reichenbachgasse
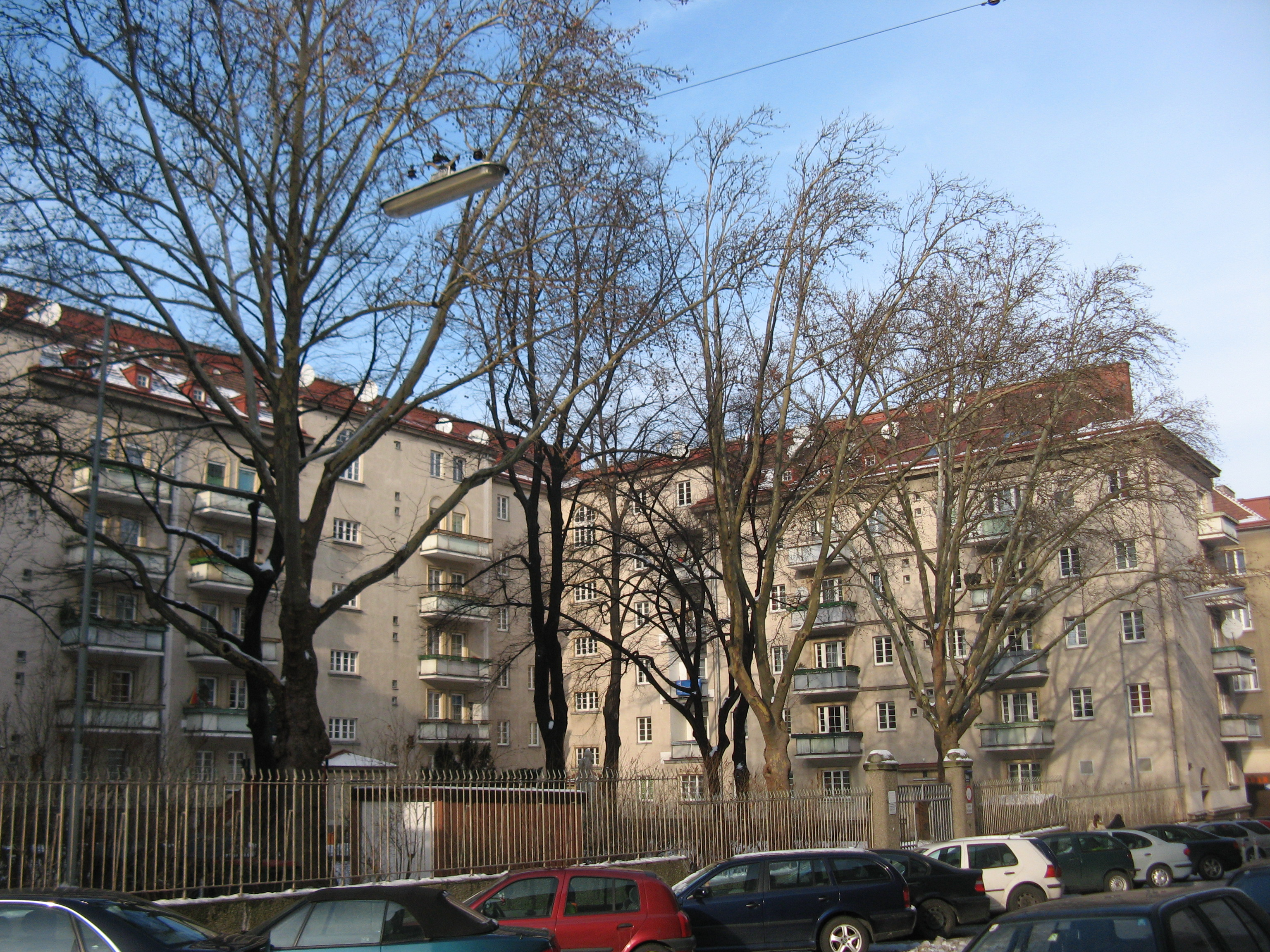
Hof
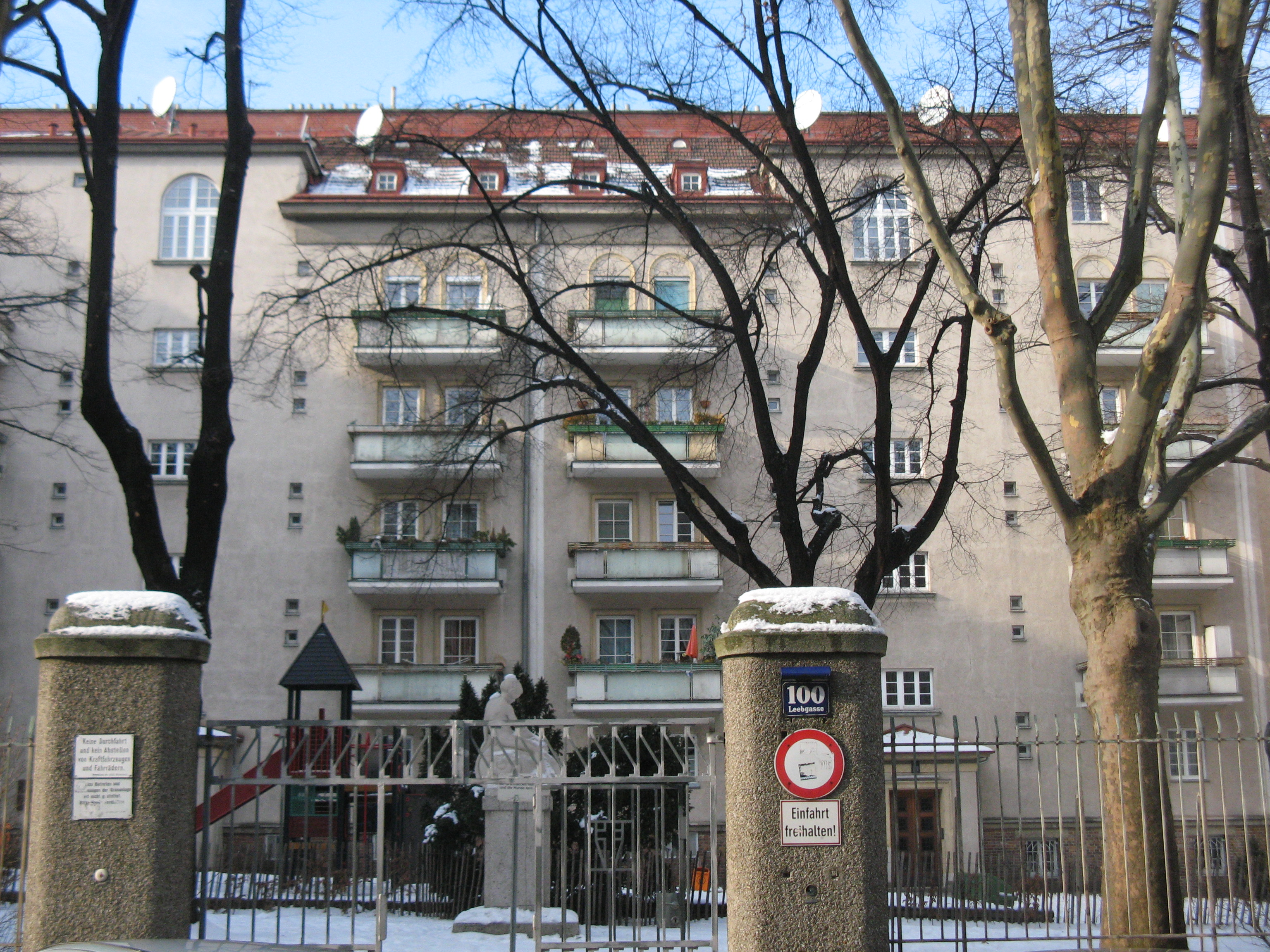
Tor
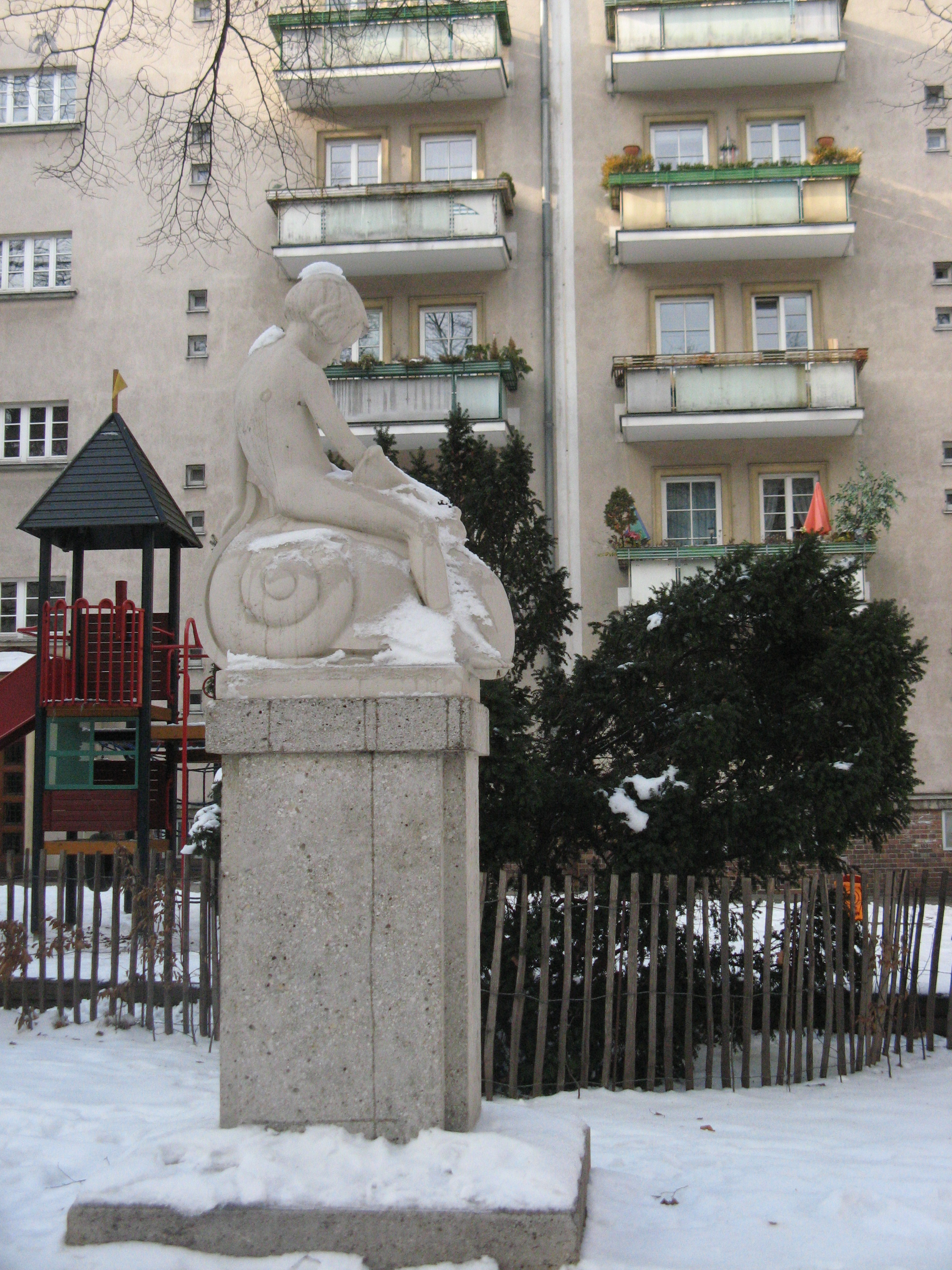
Putto von Hugo Taglang
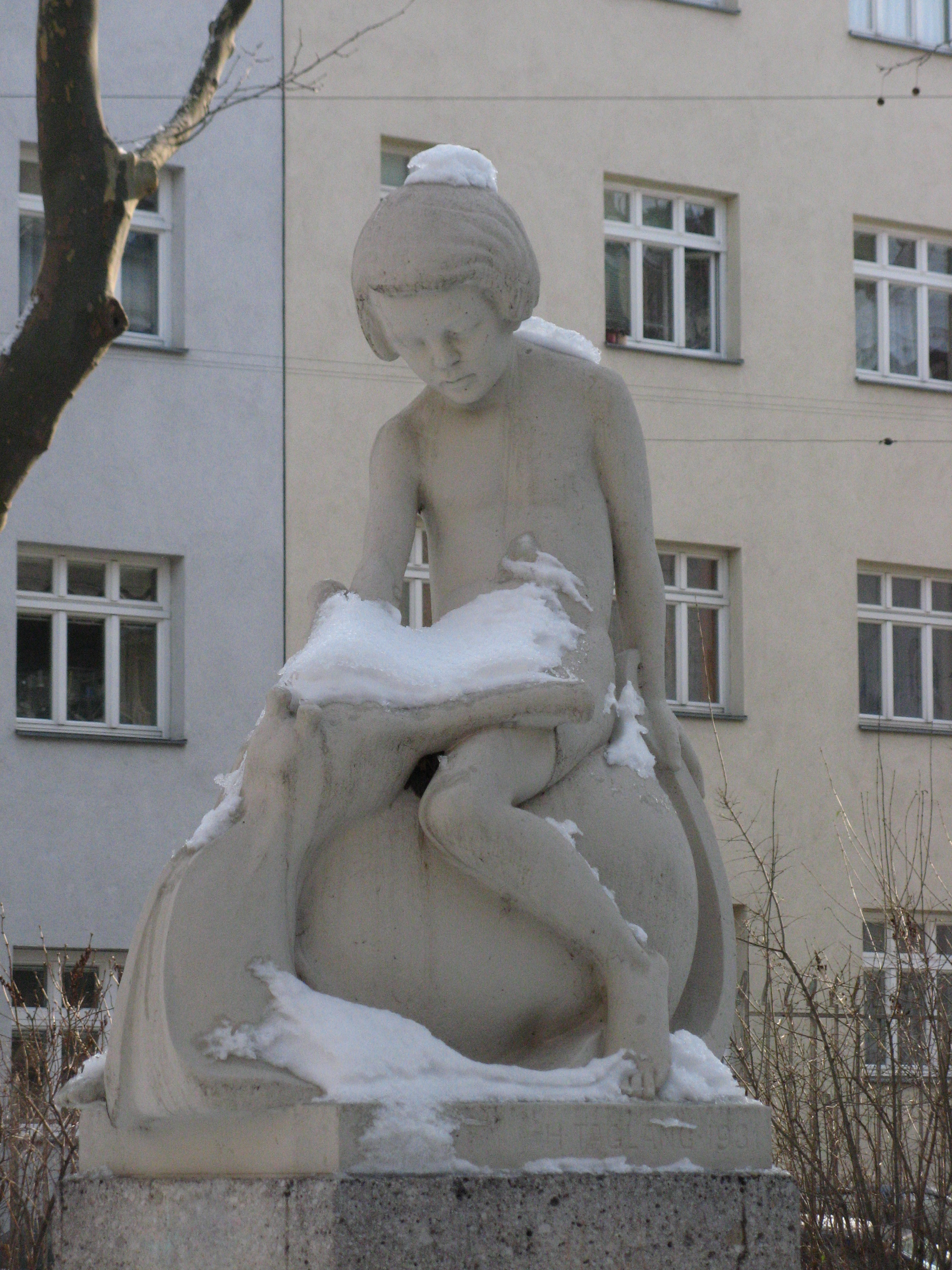
Putto von Hugo Taglang
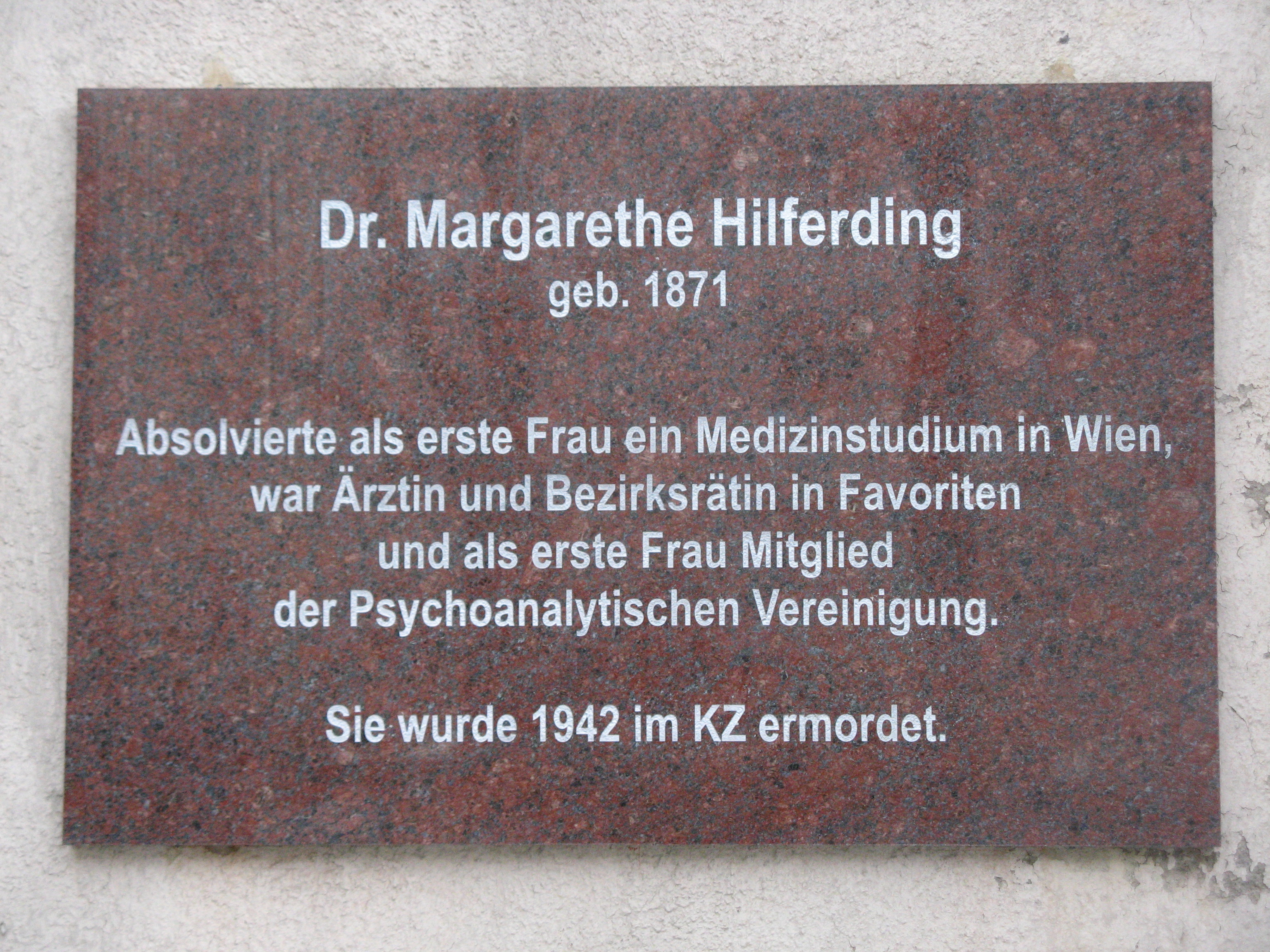
Gedenktafel Margarethe Hilferding